# هوشرية أمريكية
هوشرية أمريكية (الاسم العلمي:Heuchera americana) هي نوع من النباتات يتبع جنس الهوشرية من فصيلة كاسرة الحجر.